# Sedated Angel
Sedated Angel er et psykedelisk stonerrock band med udspring fra området omkring Kolding og Fredericia. 

## Historie
Bandet blev grundlagt i omkring 2005. Samme år indspillede bandet sin første EP, Sedated Angel. 
Det første fuldlængde-album kom først tre år senere i 2008. Dette album fik titlen See the World through Burning Red Eyes. Albummet blev optaget i Outhouse Studio ved Kolding. Det blev udgivet gennem bandets eget pladeselskab Waterpunk Production. 
I 2008 begyndte bandet også et samarbejde med VJ'en Nicolai Niemann, som lavede psykedelisk visuals ved bandets live performances. Derudover arbejde han også sideløbende med bandets covers. 
I 2010 udgav bandet deres andet album Far beyond Repair (udgivet 6. februar 2010). Kun et år senere udkom bandets tredje album Dirty Goin' Down.

## Medlemmer
- Tommy Skouboe - Trommer
- Tommy Iversen - 1. Bassist
- Tobias Nefer - 2. Bassist
- Torben Ravn - 3. Bassist
- Christian Christensen - guitar og vokal
- Daniel Kristensen - guitar og vokal

## Diskografi
Gruppen har udgivet følgende album:
- Sedated Angel (EP, 2005)
- See the World through Burning Red Eyes (2008)
- Far beyond Repair (2010)
- Dirty Goin' Down (2011)
- Beautifall (2014)